# Chusquea culeou
Espèce
Classification phylogénétique
Chusquea culeou  est une espèce de plantes arbustives pérennes de la famille des Poaceae (Graminée), appartenant à la sous-famille des Bambusoideae, les bambous. Elle est appelée localement colihue, coligüe (du mapudungun kuliw), caña colihue, caña coligüe ou caña.
Elle croît dans les zones humides des forêts tempérées du sud du Chili et du sud-est de l'Argentine.
Ses feuilles sont lancéolées, tomenteuses et avec une petite épine sur la pointe. Sa fleur est un épi de couleur châtain et son fruit est un caryopse. Après avoir fleuri et produit des graines, la plante meurt. Ses chaumes mesurent six mètres de hauteur et furent utilisées par les populations autochtones pour fabriquer les hampes de leur lance, et les mapuches continuent à l'utiliser pour faire l'instrument de musique appelé trutruca (es). Une des particularités de cette espèce de Chusquea est la solidité des chaumes. Elle fleurit après des périodes très variables, pouvant attendre 60 ans. La plupart des plants d'une région fleurit en même temps. Après la floraison et maturité des graines, les plantes meurent. La grande quantité d'aliments disponible lors de la maturité des graines peut produire une « ratada », c'est-à-dire une énorme prolifération de rongeurs, parmi lesquels se trouvent les porteurs du Hantavirus.